# وسلی جمار جانسون
وسلی جمار جانسون (انگلیسی: Wesley Johnson؛ زادهٔ ۱۱ ژوئیهٔ ۱۹۸۷) بازیکن بسکتبال اهل ایالات متحده آمریکا است.
از فیلم‌ها یا برنامه‌های تلویزیونی که وی در آن نقش داشته‌است می‌توان به فوکسفایر اشاره کرد.
از باشگاه‌هایی که در آن بازی کرده‌است می‌توان به باشگاه بسکتبال پاناتینایکوس، فینیکس سانز، مینه‌سوتا تیمبرولوز، لس آنجلس کلیپرز، و لس آنجلس لیکرز اشاره کرد.